# Amt Kellinghusen
La comunità amministrativa di Kellinghusen (Amt Kellinghusen) si trova nel circondario di Steinburg nello Schleswig-Holstein, in Germania.

## Suddivisione
Comprende 19 comuni:
1. Brokstedt (2 070)
2. Fitzbek (401)
3. Hennstedt (612)
4. Hingstheide (78)
5. Hohenlockstedt (5 946)
6. Kellinghusen, città (8 150)
7. Lockstedt (146)
8. Mühlenbarbek (269)
9. Oeschebüttel (178)
10. Poyenberg (394)
11. Quarnstedt (450)
12. Rade (100)
13. Rosdorf (359)
14. Sarlhusen (470)
15. Störkathen (90)
16. Wiedenborstel (11)
17. Willenscharen (169)
18. Wrist (2 374)
19. Wulfsmoor (391)

Il capoluogo è Kellinghusen.
(Tra parentesi i dati della popolazione al 31 dicembre 2021)